# Henicorhina leucosticta
El cucarachero pechiblanco, soterrey de selva pechiblanco o ratona gallineta (Henicorhina leucosticta) es una especie de ave paseriforme de la familia Troglodytidae, que se distribuye desde el centro de México hasta el norte de la Amazonia brasileña y el nororiente de Perú.

## Hábitat
Vive en el bosque húmedo tropical, hasta los 1850 m de altitud.

## Descripción
En promedio mide 10 cm de longitud y pesa 16 g. El dorso es castaño y la corona negruzca, presenta una línea superciliar blanca y otra negra a manera de antifaz cruzando cada ojo, así como varias pintas blancas y negras en la cabeza y el cuello. La garganta y el pecho son de color blanco, que se torna amarillo ante en la parte inferior del vientre. Las alas y la cola presentan rayas negras. Los ejemplares juveniles tienen el dorso más opaco y las partes inferiores grisáceas.

## Vocalización
Su llamado es un claro cheek o un explosivo tuck y su canto suena chir owit owit chiri wither. El ornitólogo y experto en bioacústica, Luis Baptista, de la Academia de Ciencias de California, compara con los primeros compases de la  Quinta Sinfonía de Beethoven
Al igual que otros reyezuelos, suelen cantar en duetos.

## Alimentación
Se alimenta principalmente de insectos y otros invertebrados. Busca alimento activamente en la vegetación baja y sobre el suelo, en parejas o en grupos familiares.

## Nidos
Construye un nido de fibras con forma esférica y entrada lateral, sobre el suelo o a veces entre la maleza, y lo oculta bajo la vegetación. El interior tiene la forma de una canasta profunda. La hembra pone 2 huevos blancos que son incubados solo por ella durante dos semanas. Tras la eclosión de los huevos, los polluelos duran otras dos semanas en el nido.
También construye, hasta a unos 3 m del suelo, un nido para dormir, el cual es más grande y sencillo.